# Kulubá

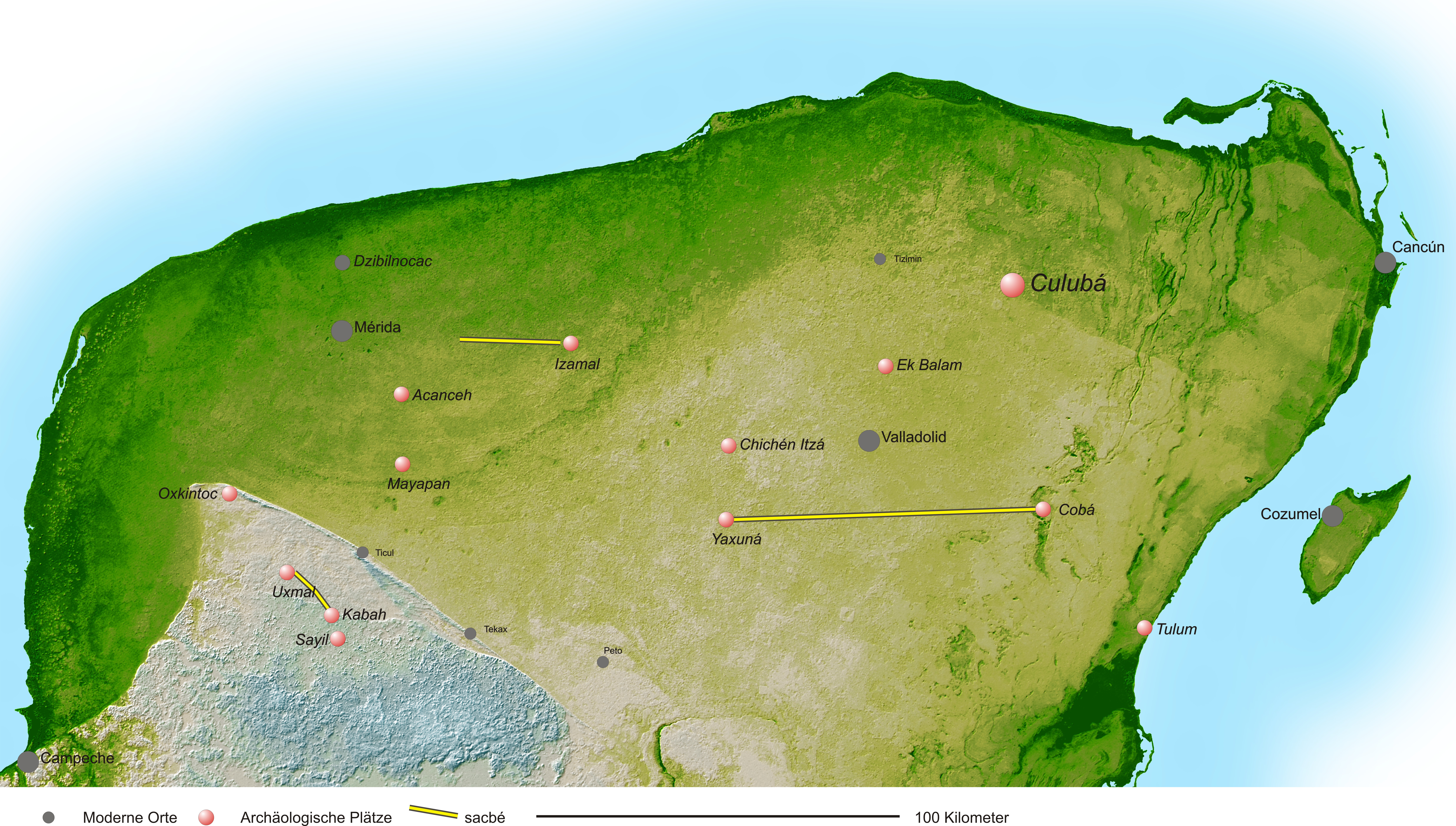
Ubicación de Kulubá en el municipio de Tizimín, en el norte de Yucatán.

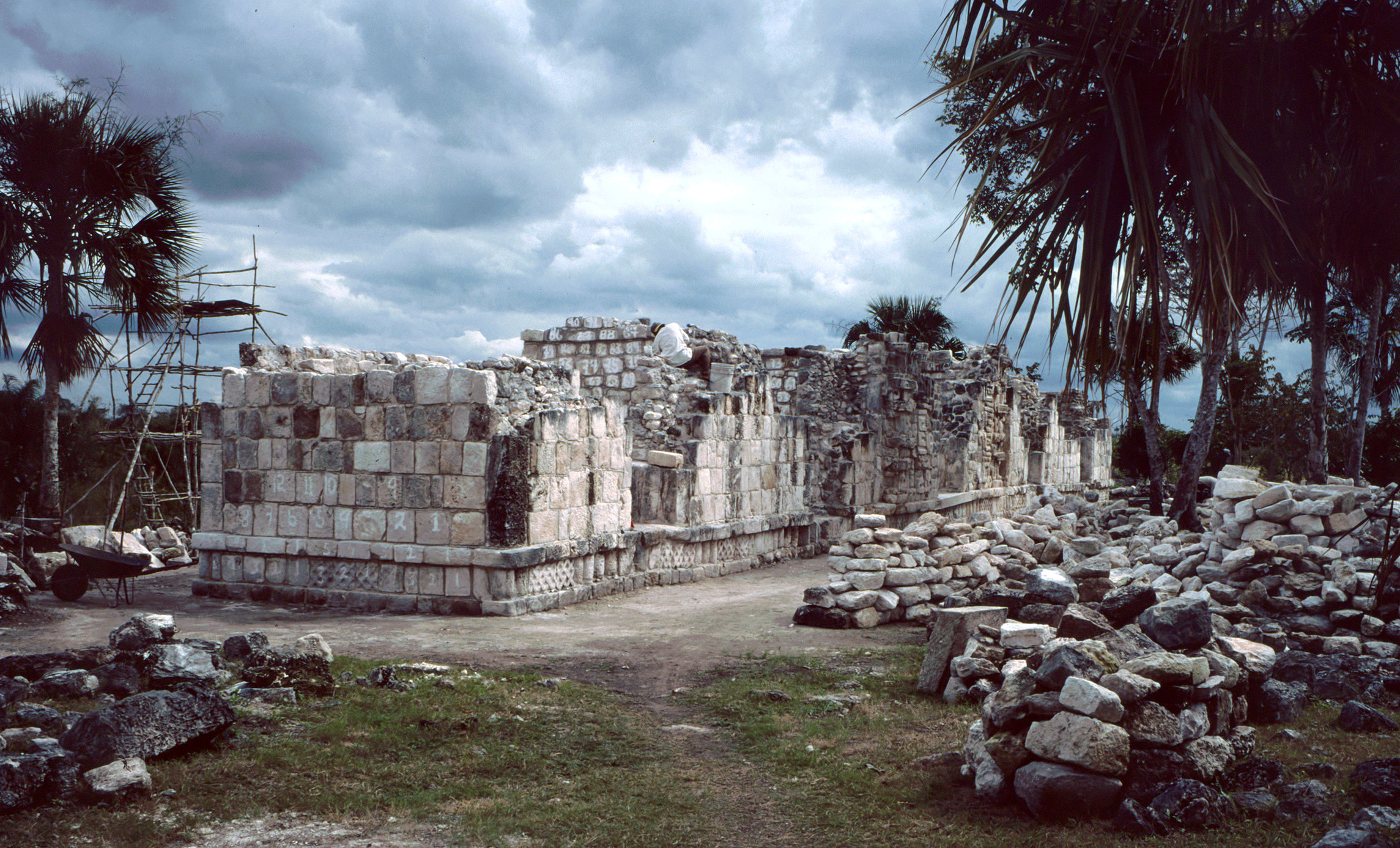
Proceso de descubrimiento y restauración de estructuras palaciegas en Kulubá.

Kulubá es un yacimiento arqueológico maya situado a 37 kilómetros al sureste de Tizimín, siguiendo la carretera a la colonia Yucatán, al noreste del estado de Yucatán, en México. 
Al parecer, el nombre de Kulubá, según el especialista en lengua maya, William Brito Sansores (La escritura de los mayas, 1981), está formado por las palabras K'ulu', que hace referencia a una especie de perro salvaje, y ha', agua, es decir, "agua de kulu".
El tipo de vegetación que encontrará el viajero es de selva mediana caducifolia, formada por árboles de entre 8 y 25 m de altura, aunque la actividad ganadera ha convertido la mayor parte del territorio en pastizales y monte bajo. Destacan, entre los árboles, el chicozapote, la ceiba, el Ramón, el álamo, el chakah, el ha'bin, el tsalam y el balché.
Kulubá está formado por tres estructuras arquitectónicas principales. Se cree que eran conjuntos residenciales de linajes importantes. Junto a estas se han encontrado alineamientos de piedra que probablemente eran los cimientos de grandes estructuras de madera. El sitio tiene unos 6 kilómetros de diámetro y hasta el año 2009 se habían descubierto unas 300 estructuras menores. 
La estructura principal denominada Grupo C, fue descubierta en 1939. Está construida sobre un basamento de dos metros de altura y mide 70 por 80 metros. El edificio principal es el Palacio de los Mascarones, una crujía abovedada dividida en seis habitaciones. Se ha perdido el friso principal, pero se sabe que en las esquinas había serpientes de estilo tolteca y que los paneles de las paredes contenían mascarones de Chaac, con una clara influencia de Chichén Itzá.

## Descubrimiento reciente
Una estructura de 55 metros de largo y cuatro edificaciones menores del Grupo C de la ciudad prehispánica están siendo descubiertas a partir del segundo semestre de 2019, mediante excavaciones conducidas por expertos del Instituto Nacional de Antropología e Historia de México en Kulubá, sitio arqueológico ubicado en el municipio de Tizimín, Yucatán. El descubrimiento que avanza sostenidamente ha permitido confirmar la existencia de un palacio al oriente de la plaza principal del Grupo C, mediante la liberación del basamento, las escalinatas y una crujía con pilastras, conjunto que habría sido usado por la élite maya del lugar durante el periodo clásico tardío entre los años 600 y 900 d. C. y al parecer también durante el clásico terminal, entre los años 850 y 1050 d. C.